# Huncote
Huncote är en civil parish i Storbritannien.   Den ligger i grevskapet Leicestershire och riksdelen England, i den södra delen av landet, 140 km nordväst om huvudstaden London. Antalet invånare är 1 756. Arean är 0,39 kvadratkilometer.
Terrängen i Huncote är mycket platt.